# زورقک آلگارو
زورقک آلگارو (نام علمی: Cymbium olla) نام یک گونه از سرده زورقک‌ها است.